# Lyman (Washington)
Lyman es un pueblo ubicado en el condado de Skagit en el estado estadounidense de Washington. En el año 2000 tenía una población de 409 habitantes y una densidad poblacional de 239,8 personas por km².

## Geografía
Lyman se encuentra ubicada en las coordenadas 48°31′31″N 122°3′39″O / 48.52528, -122.06083.

## Demografía
Según la Oficina del Censo en 2000 los ingresos medios por hogar en la localidad eran de $34.318, y los ingresos medios por familia eran $40.625. Los hombres tenían unos ingresos medios de $34.583 frente a los $25.417 para las mujeres. La renta per cápita para la localidad era de $17.014. Alrededor del 15,7% de la población estaban por debajo del umbral de pobreza.